# Al Young
Albert Young (Baviera, 28 settembre 1877 – San Francisco, 22 luglio 1940) è stato un pugile statunitense.
Partecipò alle gare di pugilato dei pesi welter ai Giochi olimpici di Saint Louis 1904, dove vinse la medaglia d'oro battendo in finale Harry Spanjer.

## Palmarès
In carriera ha conseguito i seguenti risultati:
- Giochi olimpici

St. Louis 1904: una medaglia d'oro nella categoria pesi welter.